# 罈同區
罈同區，是四川省鄰水縣下轄的一個區級行政單位，存在至1993年。

## 沿革[1]
- 1949年12月，罈同區人民政府成立，駐地設在罈同鄉場鎮，下轄罈同、高興、合豐、牟家、九峰5個鄉。1950年7月，罈同區人民政府改稱第二區公所。1951年6月，第二區公所改稱第四區公所，下轄罈同、高興2個鄉。1953年3月21日，增轄雙水、白果、七孔3個鄉。4月，第四區公所下轄罈子、同樂、白果、雙水、高灘、七孔、接隆、子中8個鄉。8月，增轄華鎣、沙壩2個鄉。9月，增轄石壩鄉。1956年1月，第四區公所改稱罈同區公所，下轄罈同、白果、子中、七孔、同樂、華鎣、高灘7個鄉(1958年9月後稱人民公社)。1966年5月「文革」開始後，罈同區公所工作受到干擾。1967年上海「一月風暴」後，區公所無法堅持工作，處於半癱瘓狀態。3月，在區人武部的主持下，建立了罈同區生產辦公室，代行區公所職能。「文化大革命」剛結束時，各項工作還未完全理順，罈同區革組仍然履行著行政領導職能。1978年5月，經地委批准，撤銷罈同區革組。建立罈同區公所，並任命了正、副區長。 1983年12月機構改革時，罈同區公所領導班子進行了充實調整。